# 畠山重秀
畠山 重秀（はたけやま しげひで）は、鎌倉時代前期の武蔵国の武将・御家人。畠山氏の一族。通称は小次郎。

## 略歴
畠山重忠の次男。母は足立遠元の娘。
畠山氏の嫡男であった異母弟重保が発端となって起こった畠山重忠の乱では、父重忠と共に少数の兵で幕府の大軍と戦った。先陣を切った幕府方の安達景盛を相手に奮戦するが、重忠が討ち死にすると、郎従らと共に自害した。享年23。
子孫は後世後北条氏に仕えたとされる。